# 琅琊站 (达州市)
琅琊站，位于中华人民共和国四川省达州市渠县琅琊镇，是襄渝铁路上的火车站，建于1975年，由成都铁路局管辖。

## 歷史
- 建于1975年。

## 外部連結
- 中国铁路客户服务中心 （页面存档备份，存于）